# Blue Yodel No. 9
(Jimmie Rodgers, Blue Yodel No. 9 (Standing on the Corner))
Blue Yodel No. 9 (altrimenti conosciuta come Standing on the Corner, dalla frase d'apertura del testo), è una canzone country/blues di Jimmie Rodgers, nona composizione appartenente alle sue canzoni Blue Yodel. Tra le canzoni più conosciute di Rodgers, è spesso indicata come una delle sue migliori registrazioni. La rivista di critica musicale Rolling Stone l'ha inserita in quinta posizione nella lista delle 100 migliori canzoni country della storia.

## Il brano
La canzone venne registrata il 16 luglio 1930 con l'ausilio di Louis Armstrong alla tromba e sua moglie Lil Hardin Armstrong al piano. Il brano si ambienta a Memphis, all'incrocio tra Beale Street e Main Street, luogo dove ora è situato il locale B.B. King's Blues Club.

## Cover
- Jerry Garcia, assieme alla sua Acoustic Band, ne eseguì una cover nell'album Almost Acoustic.
- David Grisman e Jerry Garcia ne eseguirono una cover nell'album Been All Around This World.
- Steve Earle ne eseguì una cover nell'album Shut Up And Die Like An Aviator.
- Johnny Cash e Louis Armstrong ne eseguirono una cover dal vivo al The Johnny Cash Show nel 1970[4]

## Riconoscimenti
- Il brano fu inserito nella Rock and Roll Hall of Fame, nella lista delle 500 canzoni importanti per la nascita del rock and roll[5].
- Il brano fu inserito al numero 5 nella lista delle cento migliori canzoni della storia del country secondo Rolling Stone.